# José Luis de Montesino-Espartero y Averly
José Luis de Montesino-Espartero y Averly (Madrid, 16 de desembre de 1901 - Barcelona, 19 d'abril 1972) fou un militar i aristòcrata espanyol, IV Duc de la Victòria, II Marquès de Morella i V Comte de Luchana, capità general de Catalunya durant el franquisme. Fou germà de l'aviadora Eladia Montesino-Espartero Averly

## Biografia
Descendent de Baldomero Espartero, acabaria adoptant tots els seus títols nobiliaris. El 1916 ingressà a l'Acadèmia de Cavalleria de Valladolid i el 1919 fou destinat com alferes al Regiment d'Hússars de la Princesa. El 1921 participà en la guerra del Rif i després va anar a l'Escola d'Estat Major, on va ascendir a capità el 1923. El 1926 fou destinat com a capità d'estat major a la caserna de la VII Divisió a Girona. Durant la Segona República Espanyola ascendí a comandant i fou destinat a Barcelona, on el va sorprendre el cop d'estat del 18 de juliol de 1936. Com que es posà de part dels insurrectes, fou fet presoner a l'edifici de la capitania general, però aconseguí fugir a França i el novembre de 1936 es presentà a Burgos. Durant la guerra va formar part de l'Estat Major de la Inspecció de l'Exèrcit franquista i participà en l'ofensiva de Catalunya (desembre de 1938).
Després de la guerra civil espanyola fou destinat a la IV Regió Militar (Catalunya), on va ascendir successivament de comandant a tinent coronel i a coronel. L'any 1957 fou nomenat general de brigada i fou destinat a l'estat major de la III Regió Militar (València). El 1961 és ascendit a general de divisió i és nomenat governador militar de la província de Barcelona. El 1963 és nomenat governador militar de la província de Girona fins 1964, que serà ascendit a tinent general i nomenat capità general de la IX Regió Militar (Granada). El 1965 fou nomenat capità general de la IV Regió Militar, càrrec que va ocupar fins al 27 de desembre de 1967, quan va passar a la reserva. Un cop retirat, es va establir a Barcelona, on va morir el 19 d'abril de 1972.